# 早雲寺殿廿一箇条
早雲寺殿廿一箇条（そううんじどのにじゅういっかじょう）は、戦国時代に相模国の後北条氏が定めたとされる家訓。「北条早雲廿一ケ条」ともいい、北条早雲が定めたと伝えられる。全21ヶ条から成るが、内容は分国法としての面もあり、神仏への崇拝、主君への奉公の仕方、文武の鍛錬法、礼儀作法、友人の選び方、大工修繕の方法、清貧など日常的な生活上の心得などを簡潔明瞭に示している。『北条五代記』は「早雲寺殿。二十一ケ條と號し。侍一生涯身の行の敎を。しるしをかれたる文有。其內二十ケ條に。武道のさた一言なし。終の一ケ條に。文武弓馬の道は常なり。しるすに及ばず」と記す。江戸時代初期までには成立しているが、早雲が定めたかどうか疑わしいという見方もある。

## 箇条
一、可信佛神事（神仏を信ずること）
二、朝早可起事（朝は早く起きること）
三、夕早可寝事（夜は早く寝ること）
四、手水事（万事慎み深くすること）
五、拝事（礼拝を欠かさぬこと）
六、刀衣裳事（質素倹約を旨とすること）
七、結髪事（常に身だしなみを整えること）
八、出仕事（場の状況を見極めてから進み出ること）
九、受上意時事（上意は謹んで受け、私見を差し挟まぬこと）
十、不可爲雑談虚笑事（主の前で談笑するなど、思慮分別のない行動を慎むこと）
十一、諸事可任人事（何事も適切な者に任せること）
十二、讀書事（書を読むこと）
十三、宿老祗候時禮義事（常に礼儀を弁えること）
十四、不可申虚言事（嘘をつかぬこと）
十五、可学歌道事（歌道を学び品性を養うこと）
十六、乗馬事（乗馬の稽古を怠らぬこと）
十七、可撰朋友事（友とする者はよく選ぶこと）
十八、可修理四壁垣牆事（外壁や垣根は自ら点検し、修繕を怠らぬこと）
十九、門事（門の管理を徹底すること）
二十、火事用事（火元は自ら確認し、常に用心すること）
二十一、文武弓馬道事（文武両道を旨とすること）